# Erceville
Erceville ist eine französische Gemeinde mit 293 Einwohnern (Stand 1. Januar 2022) im Département Loiret in der Region Centre-Val de Loire. Sie gehört zum Kanton Pithiviers im Arrondissement Pithiviers. Die Bewohner nennen sich Ercevillois.
Die Gemeinde grenzt im Norden an Andonville, im Nordosten an Autruy-sur-Juine und im Osten und im Süden an Outarville.

## Bevölkerungsentwicklung
| Jahr      | 1962 | 1968 | 1975 | 1982 | 1990 | 1999 | 2008 | 2018 |
| --------- | ---- | ---- | ---- | ---- | ---- | ---- | ---- | ---- |
| Einwohner | 269  | 264  | 244  | 219  | 230  | 277  | 308  | 309  |

## Sehenswürdigkeiten
- Dolmen La Pierre Clouée zwischen Andonville und Erceville.

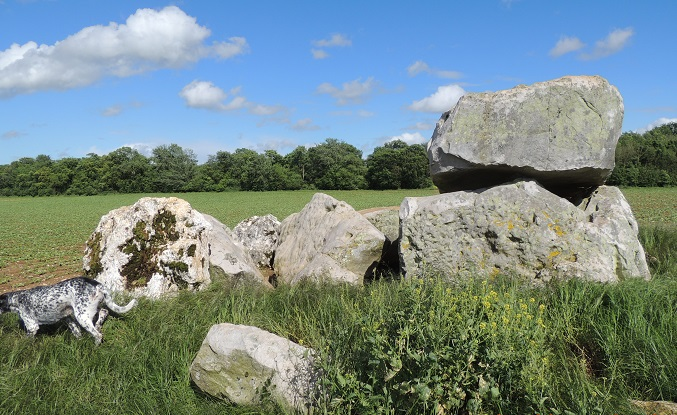
Dolmen La Pierre Clouée